# Luis Arráez
Luis Sangel Arráez (San Felipe, Yaracuy, 9 de abril de 1997) es un jugador de béisbol profesional venezolano que actualmente juega para los San Diego Padres en la MLB y para los Navegantes del Magallanes en la LVBP.

## Inicios
Fue seleccionado para representar a Venezuela en la Copa Mundial de Béisbol Sub-15 2012 celebrada en Chihuahua, México donde ya mostraba sus dotes de buen bateador terminando con un alto Average de bateo de .400 y un OPS de .933 en 15 turnos y junto con una camada de grandes talentos ganó el primer y hasta ahora único mundial de la categoría para Venezuela. 

## Carrera profesional

### Ligas menores
Arráez firmó con los Minnesota Twins como agente libre internacional en noviembre de 2013. Hizo su debut profesional en 2014 con los Twins de la Liga Dominicana de Verano, con quienes bateó .348/.433/.400/.833 con 15 carreras impulsadas. También jugó para los GCL Twins en 2015, y logró cifras ofensivas de .306/.377/.388/.765 con 19 carreras impulsadas. En 2016, fue parte de los Cedar Rapids Kernels, y alcanzó con el bate .347/.386/.444/.830 con 3 jonrones y 66 carreras impulsadas.
Arráez jugó en solo tres juegos para el Fort Myers Miracle en 2017 debido a un desgarre del ligamento cruzado anterior. Regresó de la lesión en 2018, y estuvo con los Fort Myers y Chattanooga Lookouts, y bateó un promedio combinado de .310/.361/.397/.758 con 3 jonrones y 36 carreras impulsadas. Los Mellizos lo agregaron a su lista de 40 hombres después de la temporada 2018.
Arráez abrió la temporada 2019 con los Pensacola Blue Wahoos,  y nuevamente su bate destacó con.342/.415/.397/.812 y 14 carreras impulsadas en 38 juegos. Fue ascendido a Rochester Red Wings el 14 de mayo de 2019.

### Minnesota Twins
El 17 de mayo de 2019, los Mellizos llamaron a Arráez a las Grandes Ligas por primera vez. Hizo su debut el 18 de mayo frente a los Marineros de Seattle y consiguió un doble, que fue el primer hit de su carrera, frente al lanzador de los Marineros, Cory Gearrin. Arráez conectó su primer jonrón en las mayores el 21 de mayo de 2019 contra los Ángeles Angels. Terminó la temporada bateando .334 en 92 juegos y quedó sexto en la votación de Novato del Año de la Liga Americana (AL). Lideró la AL en porcentaje de bolas bateadas por la banda contraria con 36,7%.
En 2020, Arráez bateó .321 con 13 carreras impulsadas en 32 juegos.
Arráez se embasó cinco veces el 5 de junio de 2022, incluidos cuatro hits y una base por bolas, en la victoria por 8-6 sobre los Toronto Blue Jays. El 11 de junio de 2022, Arráez conectó para su primer grand slam de Grandes Ligas, frente a Shane Baz de los Tampa Bay Rays.
Ha ganado un puesto fijo en el roster de los Mellizos aun cuando, a la defensiva ha cubierto múltiples posiciones. Ha defendido la segunda base y la tercera almohadilla y también en los jardines.
El 10 de julio de 2022, Arráez fue elegido para el primer Juego de Estrellas de la MLB de su carrera como reserva de la Liga Americana .
Arráez obtuvo el título de bateo de la Liga Americana el miércoles 5 de octubre, al concluir la temporada regular de 2022 con un promedio al bate de .316 y superar a Aaron Judge (.311), quien logró el récord de 62 jonrones de la Liga Americana la noche anterior. Es el quinto jugador de los Minnesota Twins que alcanza esta marca, además de Tony Oliva, Rod Carew, Joe Mauer y Kirby Puckett. Asimismo, es el sexto venezolano que ha obtenido este galardón luego de Andrés Galarraga, Magglio Ordóñez, Carlos González, Miguel Cabrera y José Altuve.

### Liga venezolana
Arráez forma parte de los Navegantes del Magallanes, en la Liga Venezolana de Béisbol Profesional. Inició su trayectoria en la pelota invernal en la temporada 2015-2016 cuando tenía 18 años de edad. Ese año tuvo 48 apariciones en el plato y conectó 12 imparables para dejar cifras de  .286/.326/.333/.659. La siguiente campaña también dejó cifras ofensivas destacadas con un promedio de bateo de .335 en 182 turnos al bate, en los cuales despachó 61 hits, anotó 31 veces y empujó 22 carreras. Fue merecedor de la distinción de Jugador de la Semana en dos ocasiones.
La última participación que tuvo Arráez en Venezuela fue en la zafra de 2018-2019 en la cual bateó para .321, con 43 imparables, 13 carreras anotadas, 6 dobles y 9 remolcadas.